# Calamoschoena sexpunctata
Calamoschoena sexpunctata là một loài bướm đêm trong họ Crambidae.
Chúng được Aurivillius mô tả năm 1925. Loài này thường được tìm thấy ở Cộng hòa Dân chủ Congo.